# Paralcidia marginata
Paralcidia marginata är en fjärilsart som beskrevs av W. Warren 1906. Paralcidia marginata ingår i släktet Paralcidia och familjen mätare. Inga underarter finns listade i Catalogue of Life.